# Pohjois-Naavanen
Pohjois-Naavanen är en ö i Finland. Den ligger i sjön Suontee och i kommunen Joutsa i den ekonomiska regionen  Joutsa  och landskapet Mellersta Finland, i den södra delen av landet, 190 km nordost om huvudstaden Helsingfors. Öns area är 0,6 hektar och dess största längd är 120 meter i sydöst-nordvästlig riktning.